# Hidemasa Morita
Hidemasa Morita (守田英正?, Morita Hidemasa; Takatsuki, 10 maggio 1995) è un calciatore giapponese, centrocampista dello Sporting Lisbona e della nazionale giapponese.

## Biografia
Ha frequentato il liceo Konkō della prefettura di Osaka, successivamente ha studiato all'università, Ryutsu Keizai, giocando nella squadra dell'istituto, con la quale (al quarto anno di università) nel 2017 ha vinto il campionato universitario, venendo nominato miglior giocatore del torneo.
Nel 2019 ha annunciato il suo matrimonio con la modella Reina Fujisaka; la coppia ha avuto una figlia nata nel 2022.

## Caratteristiche tecniche
Gioca nella posizione di centrocampista, è capace di segnare usando entrambi i piedi, tuttavia Morita si adopera principalmente nel gioco difensivo a centrocampo, sfruttando rapidità di reazioni combinata alla forza del corpo nel contrasto fisico, oltre a saper marcare bene l'avversario che ha il possesso palla, tutte abilità che fanno di lui un buon incontrista, sa anche arretrare per dare supporto alla linea difensiva.

## Carriera

### Club

#### Kawasaki Frontale
Ha fatto il suo esordio nel professionismo con il Kawasaki Frontale il 10 febbraio 2018 nella Supercoppa giapponese perdendo per 3-2 sostituendo Yūsuke Tasaka al 52º minuto. Giocherà nella 2019, nella partita contro lo Shanghai Dongya fornirà a Shōgo Taniguchi l'assist con cui quest'ultimo segnerà il gol del temporaneo vantaggio e la partita si concluderà per 2-2. Nel 2019 vincerà la Coppa del Giappone segnando la sua prima rete in semifinale nella vittoria per 3-1 contro il Kashima Antlers, purtroppo non giocherà la finale dove il Kawasaki Frontale prevarrà contro il Consadole Sapporo per via di un infortunio. Dopo aver vinto l'edizione 2018 della J1 League, vincerà anche l'edizione 2019, segnando una sola rete battendo per 3-1 l'Urawa Red Diamonds.

#### Santa Clara
Nel 2021 si trasferisce in Portogallo giocando con il Santa Clara, la sua prima partita in Primeira Liga (la massima divisione del calcio portoghese) si è svolta contro il Rio Ave e già al suo esordio Morita segnerà un gol, facendo vincere la sua squadra con la rete del 2-1. Segna un altro gol nella schiacciate vittoria per 4-0 battendo il Farense. Nella vittoria contro il Paços Ferreira fornirà a Carlos da Silva Júnior l'assist con cui quest'ultimo segnerà la rete del 3-0.

#### Sporting Lisbona
Inizia a giocare per lo Sporting Lisbona segnando il suo primo gol con la nuova maglia battendo per 3-1 il Gil Vicente, è autore di un'altra rete vincendo contro il Santa Clara per 2-1, inoltre segna un gol sconfiggendo per 3-0 il Vitória Guimarães. Farà una doppietta nella vittoria per 5-0 battendo lo Sporting Braga.
Vince l'edizione 2023-2024 del campionato portoghese, segna il gol del 2-1 battendo l'Auroca, un'altra rete riesce a siglarla sconfiggendo per 2-0 il Moreirense, inoltre grazie al suo assist Paulinho segna la rete del 2-1 vincendo contro il Portimonense. Nell'edizione successiva del campionato portoghese realizza una rete battendo per 3-0 l'Estoril Praia e un'altra vincendo per 4-2 contro il Braga. Conquista anche la vittoria dell'edizione successiva (2024-2025), segna due reti nel torneo, nelle vittorie contro l'Estoril (3-0) e il Braga (4-2).

### Nazionale
Ha fatto il suo esordio con la Nazionale del Giappone il 11 ottobre 2018 nella partita vinta per 3-0 contro la Costa Rica, entrando in campo al 82º minuto sostituendo Sei Muroya. A seguito di un infortunio viene sostituito il 5 gennaio 2019 da Tsukasa Shiotani tra i convocati per la Coppa d'Asia 2019.
Segnerà il suo primo gol con la maglia della nazionale il 30 marzo 2021 vincendo per 14-0 contro la Mongolia.
Il 1º gennaio 2024 viene convocato per la Coppa d'Asia 2023 dove segna un solo gol, nella sconfitta per 2-1 contro l'Iran ai quarti di finale che elimina il Giappone dalla competizione, il 10 settembre dello stesso anno realizza una doppietta sconfiggendo il Bahrein per 5-0 nelle qualificazioni per il Mondiale 2026

## Statistiche

### Presenze e reti nei club
Statistiche aggiornate al 17 maggio 2025.
| Stagione                 | Club                     | Campionato               | Campionato | Campionato | Coppe nazionali | Coppe nazionali | Coppe nazionali | Coppe continentali | Coppe continentali | Coppe continentali | Supercoppe | Supercoppe | Supercoppe | Totale | Totale |
| Stagione                 | Club                     | Comp                     | Pres       | Reti       | Comp            | Pres            | Reti            | Comp               | Pres               | Reti               | Comp       | Pres       | Reti       | Pres   | Reti   |
| ------------------------ | ------------------------ | ------------------------ | ---------- | ---------- | --------------- | --------------- | --------------- | ------------------ | ------------------ | ------------------ | ---------- | ---------- | ---------- | ------ | ------ |
| 2014                     | Ryutsu Keizai            | KSL2                     | 14         | 2          | -               | -               | -               | -                  | -                  | -                  | -          | -          | -          | 14     | 2      |
| 2015                     | Ryutsu Keizai            | -                        | -          | -          | CI              | 1               | 0               | -                  | -                  | -                  | -          | -          | -          | 1      | 0      |
| Totale Ryutsu Keizai     | Totale Ryutsu Keizai     | Totale Ryutsu Keizai     | 14         | 2          |                 | 1               | 0               |                    | -                  | -                  |            | -          | -          | 15     | 2      |
| 2018                     | Kawasaki Frontale        | J1                       | 26         | 0          | CdL+CI          | 0+4             | 0               | ACL                | 5                  | 0                  | SJ         | 1          | 0          | 36     | 0      |
| 2019                     | Kawasaki Frontale        | J1                       | 23         | 0          | CdL+CI          | 4+2             | 1+0             | ACL                | 4                  | 0                  | SJ         | 1          | 0          | 34     | 1      |
| 2020                     | Kawasaki Frontale        | J1                       | 32         | 1          | CdL+CI          | 4+2             | 0               | -                  | -                  | -                  | -          | -          | -          | 38     | 1      |
| Totale Kawasaki Frontale | Totale Kawasaki Frontale | Totale Kawasaki Frontale | 81         | 1          |                 | 16              | 1               |                    | 9                  | 0                  |            | 2          | 0          | 108    | 2      |
| gen.-giu. 2021           | Santa Clara              | PL                       | 20         | 2          | TP              | 1               | 0               | -                  | -                  | -                  | -          | -          | -          | 21     | 2      |
| 2021-2022                | Santa Clara              | PL                       | 28         | 1          | TP+TL           | 1+3             | 0               | UECL               | 6                  | 1                  | -          | -          | -          | 38     | 2      |
| Totale Santa Clara       | Totale Santa Clara       | Totale Santa Clara       | 48         | 3          |                 | 5               | 0               |                    | 6                  | 1                  |            | -          | -          | 59     | 4      |
| 2022-2023                | Sporting Lisbona         | PL                       | 29         | 6          | TP+CdL          | 1+2             | 0               | UCL+UEL            | 5+4                | 0                  | -          | -          | -          | 41     | 6      |
| 2023-2024                | Sporting Lisbona         | PL                       | 29         | 2          | TP+CdL          | 4+0             | 0+0             | UEL                | 7                  | 0                  | -          | -          | -          | 40     | 2      |
| 2024-2025                | Sporting Lisbona         | PL                       | 23         | 2          | TP+CdL          | 1+2             | 0+0             | UCL                | 7                  | 0                  | SP         | 1          | 0          | 34     | 2      |
| Totale Sporting Lisbona  | Totale Sporting Lisbona  | Totale Sporting Lisbona  | 81         | 10         |                 | 10              | 0               |                    | 23                 | 0                  |            | 1          | 0          | 115    | 10     |
| Totale carriera          | Totale carriera          | Totale carriera          | 224        | 16         |                 | 32              | 1               |                    | 38                 | 1                  |            | 3          | 0          | 295    | 18     |

### Cronologia presenze e reti in nazionale
| Cronologia completa delle presenze e delle reti in nazionale ― Giappone | Cronologia completa delle presenze e delle reti in nazionale ― Giappone | Cronologia completa delle presenze e delle reti in nazionale ― Giappone | Cronologia completa delle presenze e delle reti in nazionale ― Giappone | Cronologia completa delle presenze e delle reti in nazionale ― Giappone | Cronologia completa delle presenze e delle reti in nazionale ― Giappone | Cronologia completa delle presenze e delle reti in nazionale ― Giappone | Cronologia completa delle presenze e delle reti in nazionale ― Giappone |
| Data                                                                    | Città                                                                   | In casa                                                                 | Risultato                                                               | Ospiti                                                                  | Competizione                                                            | Reti                                                                    | Note                                                                    |
| ----------------------------------------------------------------------- | ----------------------------------------------------------------------- | ----------------------------------------------------------------------- | ----------------------------------------------------------------------- | ----------------------------------------------------------------------- | ----------------------------------------------------------------------- | ----------------------------------------------------------------------- | ----------------------------------------------------------------------- |
| 11-9-2018                                                               | Ōsaka                                                                   | Giappone                                                                | 3 – 0                                                                   | Costa Rica                                                              | Amichevole                                                              | -                                                                       | 82’                                                                     |
| 20-11-2018                                                              | Toyota                                                                  | Giappone                                                                | 4 – 0                                                                   | Kirghizistan                                                            | Amichevole                                                              | -                                                                       |                                                                         |
| 5-6-2019                                                                | Toyota                                                                  | Giappone                                                                | 0 – 0                                                                   | Trinidad e Tobago                                                       | Amichevole                                                              | -                                                                       | 61’                                                                     |
| 25-3-2021                                                               | Yokohama                                                                | Giappone                                                                | 3 – 0                                                                   | Corea del Sud                                                           | Amichevole                                                              | -                                                                       | 86’                                                                     |
| 30-3-2021                                                               | Chiba                                                                   | Mongolia                                                                | 0 – 14                                                                  | Giappone                                                                | Qual. Mondiali 2022                                                     | 1                                                                       | 46’                                                                     |
| 28-5-2021                                                               | Chiba                                                                   | Giappone                                                                | 10 – 0                                                                  | Birmania                                                                | Qual. Mondiali 2022                                                     | 1                                                                       | 62’                                                                     |
| 7-6-2021                                                                | Suita                                                                   | Giappone                                                                | 4 – 1                                                                   | Tagikistan                                                              | Qual. Mondiali 2022                                                     | -                                                                       | 68’                                                                     |
| 11-6-2021                                                               | Kobe                                                                    | Giappone                                                                | 1 – 0                                                                   | Serbia                                                                  | Amichevole                                                              | -                                                                       |                                                                         |
| 15-6-2021                                                               | Suita                                                                   | Giappone                                                                | 5 – 1                                                                   | Kirghizistan                                                            | Qual. Mondiali 2022                                                     | -                                                                       | 62’                                                                     |
| 7-10-2021                                                               | Jeddah                                                                  | Arabia Saudita                                                          | 1 – 0                                                                   | Giappone                                                                | Qual. Mondiali 2022                                                     | -                                                                       | 73’                                                                     |
| 12-10-2021                                                              | Saitama                                                                 | Giappone                                                                | 2 – 1                                                                   | Australia                                                               | Qual. Mondiali 2022                                                     | -                                                                       | 68’ 84’                                                                 |
| 11-11-2021                                                              | Hanoi                                                                   | Vietnam                                                                 | 0 – 1                                                                   | Giappone                                                                | Qual. Mondiali 2022                                                     | -                                                                       | 85’ 88’                                                                 |
| 27-1-2022                                                               | Saitama                                                                 | Giappone                                                                | 2 – 0                                                                   | Cina                                                                    | Qual. Mondiali 2022                                                     | -                                                                       |                                                                         |
| 1-2-2022                                                                | Saitama                                                                 | Giappone                                                                | 2 – 0                                                                   | Arabia Saudita                                                          | Qual. Mondiali 2022                                                     | -                                                                       |                                                                         |
| 24-3-2022                                                               | Sydney                                                                  | Australia                                                               | 0 – 2                                                                   | Giappone                                                                | Qual. Mondiali 2022                                                     | -                                                                       |                                                                         |
| 29-3-2022                                                               | Saitama                                                                 | Giappone                                                                | 1 – 1                                                                   | Vietnam                                                                 | Qual. Mondiali 2022                                                     | -                                                                       | 62’                                                                     |
| 23-9-2022                                                               | Düsseldorf                                                              | Giappone                                                                | 2 – 0                                                                   | Stati Uniti                                                             | Amichevole                                                              | -                                                                       |                                                                         |
| 27-11-2022                                                              | Al Rayyan                                                               | Giappone                                                                | 0 – 1                                                                   | Costa Rica                                                              | Mondiali 2022 - 1º turno                                                | -                                                                       |                                                                         |
| 1-12-2022                                                               | Al Rayyan                                                               | Giappone                                                                | 2 – 1                                                                   | Spagna                                                                  | Mondiali 2022 - 1º turno                                                | -                                                                       |                                                                         |
| 5-12-2022                                                               | Al Wakrah                                                               | Giappone                                                                | 1 – 1 dts (1 – 3 dtr)                                                   | Croazia                                                                 | Mondiali 2022 - Ottavi di finale                                        | -                                                                       | 106’                                                                    |
| 24-3-2023                                                               | Tokyo                                                                   | Giappone                                                                | 1 – 1                                                                   | Uruguay                                                                 | Amichevole                                                              | -                                                                       | 74’                                                                     |
| 28-3-2023                                                               | Ōsaka                                                                   | Giappone                                                                | 1 – 2                                                                   | Colombia                                                                | Amichevole                                                              | -                                                                       | 78’                                                                     |
| 15-6-2023                                                               | Toyota                                                                  | Giappone                                                                | 6 – 0                                                                   | El Salvador                                                             | Amichevole                                                              | -                                                                       | cap. 76’                                                                |
| 20-6-2023                                                               | Suita                                                                   | Giappone                                                                | 4 – 1                                                                   | Perù                                                                    | Amichevole                                                              | -                                                                       | 46’                                                                     |
| 9-9-2023                                                                | Wolfsburg                                                               | Germania                                                                | 1 – 4                                                                   | Giappone                                                                | Amichevole                                                              | -                                                                       | 75’                                                                     |
| 17-10-2023                                                              | Kōbe                                                                    | Giappone                                                                | 2 – 0                                                                   | Tunisia                                                                 | Amichevole                                                              | -                                                                       |                                                                         |
| 16-11-2023                                                              | Suita                                                                   | Giappone                                                                | 5 – 0                                                                   | Birmania                                                                | Qual. Mondiali 2026                                                     | -                                                                       | 66’                                                                     |
| 21-11-2023                                                              | Gedda                                                                   | Siria                                                                   | 0 – 5                                                                   | Giappone                                                                | Qual. Mondiali 2026                                                     | -                                                                       |                                                                         |
| 14-1-2024                                                               | Doha                                                                    | Giappone                                                                | 4 – 2                                                                   | Vietnam                                                                 | Coppa d'Asia 2023 - 1º turno                                            | -                                                                       | 77’                                                                     |
| 19-1-2024                                                               | Al Rayyan                                                               | Iraq                                                                    | 2 – 1                                                                   | Giappone                                                                | Coppa d'Asia 2023 - 1º turno                                            | -                                                                       | 74’                                                                     |
| 31-1-2024                                                               | Doha                                                                    | Bahrein                                                                 | 1 – 3                                                                   | Giappone                                                                | Coppa d'Asia 2023 - Ottavi di finale                                    | -                                                                       | 36’                                                                     |
| 3-2-2024                                                                | Al Rayyan                                                               | Iran                                                                    | 2 – 1                                                                   | Giappone                                                                | Coppa d'Asia 2023 - Quarti di finale                                    | 1                                                                       | 90+9’                                                                   |
| 21-3-2024                                                               | Tokyo                                                                   | Giappone                                                                | 1 – 0                                                                   | Corea del Nord                                                          | Qual. Mondiali 2026                                                     | -                                                                       | 58’                                                                     |
| 6-6-2024                                                                | Yangon                                                                  | Birmania                                                                | 0 – 5                                                                   | Giappone                                                                | Qual. Mondiali 2026                                                     | -                                                                       | 80’                                                                     |
| 5-9-2024                                                                | Saitama                                                                 | Giappone                                                                | 7 – 0                                                                   | Cina                                                                    | Qual. Mondiali 2026                                                     | -                                                                       |                                                                         |
| 10-9-2024                                                               | Riffa                                                                   | Bahrein                                                                 | 0 – 5                                                                   | Giappone                                                                | Qual. Mondiali 2026                                                     | 2                                                                       | 82’                                                                     |
| 10-10-2024                                                              | Gedda                                                                   | Arabia Saudita                                                          | 0 – 2                                                                   | Giappone                                                                | Qual. Mondiali 2026                                                     | -                                                                       |                                                                         |
| 15-10-2024                                                              | Saitama                                                                 | Giappone                                                                | 1 – 1                                                                   | Australia                                                               | Qual. Mondiali 2026                                                     | -                                                                       | cap.                                                                    |
| 15-11-2024                                                              | Giacarta                                                                | Indonesia                                                               | 0 – 4                                                                   | Giappone                                                                | Qual. Mondiali 2026                                                     | 1                                                                       |                                                                         |
| 20-3-2025                                                               | Saitama                                                                 | Giappone                                                                | 2 – 0                                                                   | Bahrein                                                                 | Qual. Mondiali 2026                                                     | -                                                                       | 46’                                                                     |
| Totale                                                                  |                                                                         | Presenze                                                                | 40                                                                      |                                                                         | Reti                                                                    | 6                                                                       |                                                                         |

## Palmarès

### Club

#### Competizioni nazionali
- Campionato giapponese: 2

Kawasaki Frontale: 2018, 2020
- Coppa J. League: 1

Kawasaki Frontale: 2019
- Supercoppa del Giappone: 1

Kawasaki Frontale: 2019
- Campionato portoghese: 2

Sporting Lisbona: 2023-2024, 2024-2025
- Coppa del Portogallo: 1

Sporting Lisbona: 2024-2025

### Nazionale
- Universiade: 1

2017

### Individuale
- Squadra del campionato giapponese: 1

2020